# Шлях дерев'яної архітектури (Підкарпатське воєводство)
Шлях дерев'яної архітектури (Підкарпатське воєводство) (пол. Szlak Architektury Drewnianej (województwo podkarpackie)) є туристичним маршрутом, створеним 2001 року. Він поділяється на 9 підмаршрутів і 6 альтернативних маршрутів, де представлено дерев'яні костели і церкви. Аналогічні маршрути проходять по Малопольському, Сілезькому, Свєнтокшиському воєводствах.

## Маршрут 1 «Коросно-Березів»
Довжина 134 км.
| Зображення | Назва храму                                         | Час закладення             | Місцевість       | Примітка                     | Примітки                                                                               |
| ---------- | --------------------------------------------------- | -------------------------- | ---------------- | ---------------------------- | -------------------------------------------------------------------------------------- |
|            | Костел Святого Войцеха                              | 1460                       | Коросно          |                              | Філіальний костел                                                                      |
|            | Церква Покрови Пресвятої Богородиці                 | 1-ша пол. XVII ст.         | Бонарівка        | Після 1945 філіальний костел | Давня церква                                                                           |
|            | Костел Успіння Прсв. Богородиці                     | 2-га пол. XV ст.           | Лютча            |                              | Парафіяльний костел                                                                    |
|            | Костел Різдва Прсв. Богородиці та Св. Варвари       | 1448                       | Гольцова         |                              | Парафіяльний костел                                                                    |
|            | Костел Миколая                                      | 1510                       | Домарадз         |                              | Парафіяльний костел                                                                    |
|            | Костел Непорочного Зачаття Прсв. Діви Марії         | 1770                       | Ясениця Розельна |                              | Парафіяльний костел                                                                    |
|            | Костел Всіх Святих                                  | середина XV ст.            | Близне           |                              | В списку Всесвітнього спадку ЮНЕСКО                                                    |
|            | Костел Св. Станіслава                               | XV ст.                     | Гумниська        |                              | Парафіяльний костел                                                                    |
|            | Костел Богоматері Ченстоховської                    | 1936                       | Яблонка          |                              | Парафіяльний костел                                                                    |
|            | Плебанія                                            | 1917                       | Дидня            |                              |                                                                                        |
|            | Костел Успення Прсв. Богородиці                     | XVII ст. Відбудований 1760 | Ячмірж           |                              | Парафіяльний костел                                                                    |
|            | Двір в Тжешневі                                     | початок XIX ст.            | Тжешнів          |                              |                                                                                        |
|            | Костел Успення Прсв. Богородиці та Св. Михайла      | 1-ша половина XV ст.       | Гачув            |                              | В списку Всесвітнього спадку ЮНЕСКО. Найстаріший і найбільший дерев'яний костел Польщі |
|            | костел Св. Маргарити                                | 1776                       | Тарговиська      |                              | Парафіяльний костел                                                                    |
|            | Дерев'яна забудова в Риманув-Здруї                  |                            | Риманув-Здруй    |                              | Курорт                                                                                 |
|            | Костел Різдва Прсв. Богородиці и Св. Вацлава        | 1754                       | Крулик Польський |                              | Парафіяльний костел                                                                    |
|            | Церква Успення Прсв. Богородиці                     | XVII век                   | Балутянка        | після 1945 філіальний костел | Давня церква                                                                           |
|            | Костел Св. Михайла                                  | 1854                       | Климківка        |                              | Парафіяльний костел                                                                    |
|            | Костел Віднайдення Св. Хреста                       | 1868                       | Климківка        |                              | Філіальний костел                                                                      |
|            | Костел Богородиці Лікувальниці Хворих та Бл. Івонни | 1895                       | Івонич-Здруй     |                              | Парафіяльний костел                                                                    |
|            | Костел Всіх Святих                                  | 1464                       | Івонич           |                              | Парафіяльний костел                                                                    |
|            | Костел Св. Варфоломія                               | 1600                       | Роги             |                              | Парафіяльний костел                                                                    |
|            | Костел Св. Михайла                                  | 1725                       | Ветжно           |                              | Парафіяльний костел                                                                    |
|            | Церква Всіх Святих                                  | 1770                       | Вроцанка         |                              | Парафіяльна церква                                                                     |

## Маршрут 2 "Сянок-Динів
Довжина 80 км.
| Зображення | Назва храму                               | Час закладення    | Місцевість    | Примітка                                                                        | Примітки                    |
| ---------- | ----------------------------------------- | ----------------- | ------------- | ------------------------------------------------------------------------------- | --------------------------- |
|            | Музей народної архітектури у Сяноці       | XIX ст.           | Сянок         |                                                                                 | Найбільший скансен в Польщі |
|            | Церква Св. Параскеви                      | 1858              | Голучків      | філіальний костел                                                               | до 1945 парафіяльна церква  |
|            | Церква Преображення Господнього           | 1841              | Семушеве      | філіальний костел                                                               | до 1945 парафіяльна церква  |
|            | Церква Св. Івана Хрестителя               | 1837              | Тирава Сольна | з філіальний костел                                                             | до 1945 парафіяльна церква  |
|            | Дерев'яна забудова навколо ринкової площі |                   | Мжиглуд       |                                                                                 |                             |
|            | Церква Собору Прсв. Богородиці            | 1859              | Гломча        |                                                                                 | Парафіяльна церква УГКЦ     |
|            | Церква Різдва Прсв. Богородиці            | 1743              | Лодина        | філіальний костел                                                               | до 1945 парафіяльна церква  |
|            | Церква, дзвіниця та дім священика         | філіальний костел | Добра         |                                                                                 | до 1945 парафіяльна церква  |
|            | Церква Вознесіння Господнього             | XVI век           | Улюч          | 49°40'32,0″N 22°16'41,5″E Філіал музею народної архітектури в Сяноку\|\| Церква |                             |
|            | Церква Св. Юрія                           | 1873              | Юрівці        | філіальний костел                                                               | до 1945 парафіяльна церква  |
|            | Церква Преображення Господнього           | 1742              | Чертеж        | у 1946–1990 філіальний костел                                                   | Парафіяльна церква УГКЦ     |
|            |                                           |                   | Сянок         |                                                                                 |                             |

### Маршрут 2а «Динів-Бірча»
| Зображення | Назва храму                      | Час закладення | Місцевість | Примітка                                          | Примітки                                         |
| ---------- | -------------------------------- | -------------- | ---------- | ------------------------------------------------- | ------------------------------------------------ |
|            |                                  |                | Кшеменна   |                                                   |                                                  |
|            | Церква Вознесіння Господнього    | 1828           | Обарим     | з 1971 філіальний костел                          | до 1945 парафіяльна церква                       |
|            |                                  |                | Динів      |                                                   |                                                  |
|            | Церква святого Дмитра            | XVI век        | П'яткова   | з 1961 філіал музею народної архітектури в Сяноку | 49°21'23″N 22°21'42″E до 1945 парафіяльна церква |
|            | Церква Святого Михаїла Архангела | 1843           | Брижава    | з 1971 філіальний костел                          | 49°40'37″N 22°21'22″E до 1945 парафіяльна церква |
|            |                                  |                | Кузьмина   |                                                   |                                                  |

## Маршрут 3 «Устрики-Лісько»
| Зображення | Назва храму                         | Час закладення  | Місцевість      | Примітка                                     | Примітки                   |
| ---------- | ----------------------------------- | --------------- | --------------- | -------------------------------------------- | -------------------------- |
|            |                                     |                 | Устрики-Долішні |                                              |                            |
|            | Церква Архангела Михаїла            | 1862            | Лодина          | з 1970 костел                                | до 1945 парафіяльна церква |
|            | Різдва Прсв. Богородиці             | 1832            | Лисковате       | з 1974 філіальний костел, сьогодні покинута  | до 1945 парафіяльна церква |
|            | Церква Різдва Богородиці            | 1910            | Войткова        | з 1973 костел Максиміліана Кольбе            | до 1945 парафіяльна церква |
|            | Церква Опіки Найсвятішої Діви Марії | 1936            | Розтока         | з 1946 костел Петра і Павла                  | до 1945 парафіяльна церква |
|            | Церква святого Дмитра               | 1814            | Кузьмина        | з 1946 костел Неустанньої Помочі Діви Марії  | до 1944 парафіяльна церква |
|            | Церква                              | 2. пол. XVI ст. | Середне Село    | з 1946 костел Неустанньої Помочі Діви Марії  |                            |
|            | Церква св. Параскеви                | 2. пол. XVI ст. | Стефкове        | з 1946 костел Непорочного Зачаття Діви Марії | до 1944 парафіяльна церква |
|            | Церква Покрови прсв. Богородиці     | поч. XVII ст.   | Рівня           | з 1969 костел                                | до 1951 парафіяльна церква |
|            |                                     |                 | Устрики-Долішні |                                              |                            |

### Маршрут 3а «Устрики Долішні-Хміль»
| Зображення | Назва храму                  | Час закладення | Місцевість      | Примітка                    | Примітки                                       |
| ---------- | ---------------------------- | -------------- | --------------- | --------------------------- | ---------------------------------------------- |
|            |                              |                | Устрики-Долішні |                             |                                                |
|            | Церква Св. Миколая           | 1939           | Гочів           | 1951-1971 вівчарня          | з 1977 парафіяльний костел                     |
|            | Церква Св. Миколая           | 1852           | Підгір'я        | з 1974 філіальний костел    | до 1951 парафіяльна церква, опісля склад       |
|            | Народження Діви Марії        | 1830           | Жолобок         | з 1979 костел               | парафіяльна церква після 1951 склад            |
|            | Церква Влмч. Дмитра          | 1834           | Чорна           | з 1951 костел Петра і Павла |                                                |
|            | Церква Архангела Михаїла     | 1902           | Бистре          | до 1962 костел              | арх. Василь Нагірний, до 1951 філіальна церква |
|            | Церква Народження Богородиці | 1863           | Михнівець       | з 1971 парафіяльний костел  |                                                |
|            | Церква св. Миколая           | 1790           | Поляна          | з 1969 філіальний костел    | після 1951 склад зерна                         |
|            | Церква Архангела Михаїла     | 1791           | Смільник        | з 1974 костел               | після 1951 склад добрив                        |
|            | Церква Св. Миколая           | 1904           | Хміль           | з 1969 філіальний костел    | після 1951 пожежний склад                      |
|            |                              |                | Хміль           |                             |                                                |

## Маршрут 4 «Сянік-Дукля»
| Зображення | Назва храму                             | Час закладення   | Місцевість      | Примітка                                          | Примітки                                           |
| ---------- | --------------------------------------- | ---------------- | --------------- | ------------------------------------------------- | -------------------------------------------------- |
|            |                                         |                  | Сянік           |                                                   |                                                    |
|            | Музей народної архітектури у Сяноці     |                  | Сянік           |                                                   |                                                    |
|            | Церква Успіння Богородиці УГКЦ          | 1888             | Щавне           | з 1962 церква ППЦ                                 | після 1950 с\г склад                               |
|            | Народження Діви Марії                   | 1824             | Репедь          | з 1987 церква УГКЦ                                | після 1945 католицька каплиця                      |
|            | Церква Архангела Михаїла                | 1801             | Туринськ        | з 1963 церква ППЦ                                 | з 1947–1961 костел                                 |
|            | Церква Матері Божої УГКЦ                | 1802             | Команча         | з 1963 церква ППЦ                                 | згоріла 13 вересня 2006, освячена 14 жовтня 2010]] |
|            | Церква св. Онуфрія                      | 1850             | Віслок          | з 1946 парафіяльний костел                        |                                                    |
|            | Церква св. Миколая                      |                  | Яслиська        | комплекс дерев'яних будівель містечка             |                                                    |
|            | Церква Опіки Богородиці                 | 1780             | Гирова          | з 1947 костел                                     | 1982 спроба розбирання храму                       |
|            | Церква Перенесення Реліквій Св. Миколая | 1934             | Ольховець       | з 1987 церква УГКЦ                                | закрита 1947, 1950 спроба розбирання               |
|            | Церква Козьми і Дем'яна                 | 1778             | Кремпна         | з 1971 костел                                     |                                                    |
|            | Церква Козьми і Дем'яна УГКЦ            | 1841             | Котань          |                                                   | копія збудована у етно-парку Шевченківський гай]]  |
|            | Церква Архангела Михаїла                | 1762             | Святкова Мала   | з 1950-х рр. парафіяльний костел                  | закрита 1931                                       |
|            | Церква Архангела Михаїла                | 1757             | Святкова Велике | з 1986 костел                                     | після 1947 зачинена церква була двічі пограбована  |
|            | Церква Архангела Михаїла                | кінець XVIII ст. | Пелгримка       | з 1960 церква [[Польська православна церква\|ППЦ] | після 1947 зачинена                                |
|            |                                         |                  | [[]]            |                                                   |                                                    |

## Маршрут 5«Перемишльський»
| Зображення | Назва храму                                                         | Час закладення | Місцевість     | Примітка                                               | Примітки                                                  |
| ---------- | ------------------------------------------------------------------- | -------------- | -------------- | ------------------------------------------------------ | --------------------------------------------------------- |
|            |                                                                     |                | Перемишль      |                                                        |                                                           |
|            | Церква Успіння Пресвятої Богородиці                                 | 1660           | Задабров'я     | у 1947–1984 костел                                     |                                                           |
|            |                                                                     |                | Радимно        |                                                        |                                                           |
|            | Цекрква Покрови Пресвятої Богородиці                                | 1811           | М'якиш Старий  | у 1960-х оздоблення перенесено до музею замку Ланьцута | після 1947 закрита                                        |
|            | Церква Покрови Богородиці                                           | 1733           | Млини          | парохом Церкви був Михайло Вербицький (1852–1870)      | з 1947 костел                                             |
|            | Церква Різдва Пресвятої Богородиці, об'єкт Світової спадщини ЮНЕСКО | 1671           | Хотинець       | з 1990-х передена УГКЦ                                 | після 1947 закрита, передана РКЦ, закрита у 1980-х рр. ]] |
|            | Церква Різдва Пресвятої Богородиці                                  | 1849           | Стубенко       | з 1971 костел, іконостас перенесено до церкви с. Мокре | після 1947 закрита                                        |
|            | Церква Св. Василія Великого                                         | 1777           | Поздяч (Лешно) | з 1957 костел                                          | після 1947 закрита                                        |
|            | Костел св. Петра і Павла                                            | 1607           | Медика         |                                                        |                                                           |
|            |                                                                     |                | Перемишль      |                                                        |                                                           |

## Маршрут 5а«Кальварія Пацлавська»
| Зображення | Назва храму                         | Час закладення | Місцевість      | Примітка           | Примітки                         |
| ---------- | ----------------------------------- | -------------- | --------------- | ------------------ | -------------------------------- |
|            |                                     |                | Перемишль       |                    |                                  |
|            | Церква Вознесіння Господнього       | 1630           | Кругель Великий | після 1947 закрита | наприкінці 1990-х повернута УГКЦ |
|            | Дзвіниця церкви                     | 1842           | Пральковиці     |                    |                                  |
|            | Церква Успіння Богородиці           | 1923           | Корманичі       | з 1947 костел      |                                  |
|            | Церква Благовіщення Богородиці УГКЦ | 1923           | Молодовичі      | з 1947 церква ППЦ  |                                  |

## Маршрут 6«Любачівський»
Довжина 189 км
| Зображення | Назва храму                                             | Час закладення | Місцевість    | Примітка           | Примітки                                                         |
| ---------- | ------------------------------------------------------- | -------------- | ------------- | ------------------ | ---------------------------------------------------------------- |
|            |                                                         |                | Любачів       |                    |                                                                  |
|            | Церква Непорочного Зачаття Богородиці                   | 1781           | Борхів        | з 1971 каплиця РКЦ | з 1947 закрита                                                   |
|            | Церква Покрови Богородиці                               | 1787           | Старі Олешиці | з 1971 костел      | після 1946 закрита                                               |
|            | Церква Воздвиження Чесного Хреста                       | 1864           | Дахнів        | у 1946–1992 костел | після 1947 закрита                                               |
|            | Церква св. Дмитра                                       | 1840           | Цівків        |                    | з 1947 закрита                                                   |
|            | Церква Різдва Пресвятої Богородиці                      | 1767           | Ковалівка     | після 1947 костел  |                                                                  |
|            | Церква Різдва Пресвятої Богородиці                      | 1586           | Гораєць       | з 1947 каплиця РКЦ |                                                                  |
|            | Церква Покрови Богородиці                               | 1888           | Хотилиб       | з 1947 костел      | після 2001 закрита                                               |
|            | Церква св. Параскеви                                    | 1713           | Нове Брусно   |                    | після 1946 закрита                                               |
|            | Церква св. Параскеви                                    | 1808           | Лівча         | з 1947 костел      |                                                                  |
|            | Церква Покрови Пресвятої Богородиці                     | 1755           | Воля Велика   | 1947-1994 костел   |                                                                  |
|            | Церква св. Параскеви, у списку Світової спадщини ЮНЕСКО | 1583           | Радруж        | з 2010 музей       | ікони в Музеї Львова, Любачева, іконостас у музеї замку Ланьцута |
|            |                                                         |                | Любачів       |                    |                                                                  |
|            |                                                         |                |               |                    |                                                                  |

## Маршрут 6а«Любачів- Великі Очі»
| Зображення | Назва храму                                 | Час закладення | Місцевість | Примітка                                       | Примітки                                                  |
| ---------- | ------------------------------------------- | -------------- | ---------- | ---------------------------------------------- | --------------------------------------------------------- |
|            |                                             |                | Любачів    |                                                |                                                           |
|            | Дзвіниця церкви Різдва Пресвятої Богородиці | 1756           | Опака      |                                                | церква 1947 закрита, 1998 згоріла частково, 2003 повністю |
|            | Церква св. Дмитра Солунського               | 1904           | Щутків     | з 1947 костел                                  |                                                           |
|            | Церква Дмитра Солунського                   | 1701           | Лукавець   | у 1960-х рр. склад                             | після 1947 закрита, 1987 пошкоджена вогнем                |
|            | Костел Трьох Королів                        | 1754           | Лукавець   | Зберігалась ікона МБ Тартаківської (1946–2004) |                                                           |
|            | Церква св. Миколая                          | 1925           | Великі Очі |                                                | після 1947–1989 склад                                     |

## Маршрут 5.2 «Переворськ-Любачів»
| Зображення | Назва храму                     | Час закладення | Місцевість | Примітка                                    | Примітки                   |
| ---------- | ------------------------------- | -------------- | ---------- | ------------------------------------------- | -------------------------- |
|            |                                 |                | Переворськ |                                             |                            |
|            | Церква Успіння Прсв. Богородиці | 1693           | Рудка      | 50°13'29″N 22°37'54″E пошкоджена після 1945 | до 1945 парафіяльна церква |
|            |                                 |                | Любачів    |                                             |                            |

## Маршрут 7«Ряшівсько-Ярославський»
Довжина 133 км
| Зображення | Назва храму                     | Час закладення | Місцевість | Примітка           | Примітки |
| ---------- | ------------------------------- | -------------- | ---------- | ------------------ | -------- |
|            |                                 |                | Ряшів      |                    |          |
|            | Костел Апостола Якова           | 1750           | Кремениця  |                    |          |
|            | Костел Івана Хрестителя         | пол. 16 ст.    | Соніна     |                    |          |
|            | Скансен                         |                | Маркове    |                    |          |
|            | Церква св. Миколая УГКЦ         | 1770           | Кжечовичі  | з 1947 костел      |          |
|            | Костел Всіх Святих              | 1776           | Сєннів     |                    |          |
|            | Комплекс забудови               |                | Прухник    |                    |          |
|            | Церква св. Дмитра               | 1709           | Тунівці    | у 1947—1980-ті рр. |          |
|            | Костел Марії Магдалини          | 1595           | Хлопиці    |                    |          |
|            | Крстел св. Себастяна            | 1737           | Козина     |                    |          |
|            | Мисливський будинок в «Джулині» |                | Видра      |                    |          |
|            |                                 | Ряшів          |            |                    |          |

## Маршрут 7а «Сяноцько-Динівський»
Сполучувала з зтрасою 2 «саноцько-динівською»
| Зображення | Назва храму         | Час закладення | Місцевість | Примітка | Примітки |
| ---------- | ------------------- | -------------- | ---------- | -------- | -------- |
|            |                     |                | Прухник    |          |          |
|            | Костел св. Катерини | 1760           | Бахорець   | у        |          |

## Маршрут 8 «Ясельсько--дембіцький-ропчинський»
Довжина 136 км
| Зображення       | Назва храму                     | Час закладення | Місцевість      | Примітка                    | Примітки |
| ---------------- | ------------------------------- | -------------- | --------------- | --------------------------- | -------- |
|                  |                                 |                | Ясло            |                             |          |
|                  | Костел св. Івана Хрестителя     | 1760           | Залежі          |                             |          |
|                  | Костел Преображення Господнього | 1419           | Осєкі Ясельські |                             |          |
|                  | Парафіяльний костел св. Дороти  | 1551           | Тжціниця        | Один з найдавніших у Польщі |          |
|                  | Костел св. Анни                 | 1520           | Свецяни         |                             |          |
|                  | Костел св. Станіслава           | 1679           | Йодлова         |                             |          |
|                  | Костел св. Варфоломія           | 1484(?)        | Лекі Гурне      |                             |          |
|                  |                                 |                | Пілзно          |                             |          |
|                  |                                 |                | Ропшиці         |                             |          |
|                  | Костел св. Миколая              | 1501           | Бжезини         |                             |          |
|                  | Костел св. Катерини             | 1672           | Гоголів         |                             |          |
|                  | Костел св. Миколая              | XVII ст.       | Любла           |                             |          |
|                  | Костел св. Мартина              | 1605           | Шебня           |                             |          |
| [[Файл:\|100px]] |                                 |                |                 |                             |          |

## Маршрут 9 «тарнобжесько-нижанський»
Довжина 232 км
| Зображення | Назва храму                     | Час закладення | Місцевість          | Примітка | Примітки           |
| ---------- | ------------------------------- | -------------- | ------------------- | -------- | ------------------ |
|            |                                 |                | Сандомир            |          |                    |
|            |                                 |                | Залешани            |          |                    |
|            |                                 |                | Радомисль над Сяном |          |                    |
|            |                                 |                | Даброва Жечицька    |          |                    |
|            | Костел св. Анни                 | 1580           | Закликів            |          |                    |
|            | Костел св. Флоріана             | 1802           | Стальова Воля       |          |                    |
|            | Марії Сніжної                   | 1720           | Зажечі              |          |                    |
|            | Цвинтарна каплиця               |                | Зажечі              |          |                    |
|            | Костел Івана Хрестителя         | 1643           | Уланів              |          |                    |
|            | Костел св. Трійці               | 1690           | Уланів              |          |                    |
|            | Костел Народження Марії         | 1727           | Кжечів              | з 195    | після 1947 закрита |
|            | Костел Преображення Господнього | 1674           | Цмолас              |          |                    |
|            | Костел Станіслава і Войцеха     | 1656           | Пореби Димарські    |          |                    |
|            | Етнографічний парк              |                | Кольбушова          |          |                    |
|            |                                 | Садкова гора   |                     |          |                    |
|            | Костел св. Войцеха              | 1677           | Гавлушовичі         |          |                    |
|            |                                 | Тарнобжег      |                     |          |                    |
|            |                                 |                | Сандомир            |          |                    |